# Pseudephedranthus
Pseudephedranthus là chi thực vật có hoa trong họ Annonaceae.

## Các loài
- Pseudephedranthus enigmaticus Maas & Westra, 2017[2]
- Pseudephedranthus fragrans (R.E.Fr.) Aristeg., 1969